# Distretto di Rishton
Il distretto di Rishton è uno dei 15 distretti della Regione di Fergana, in Uzbekistan. Il capoluogo è Rishton.